# 蝇翼草
蝇翼草（学名：Grona triflora），又名三点金草、蠅翅草、蝴蠅草、蝴蠅翼、蝴蠅翅，为豆科假地豆属下的一个种，曾被归类于近缘的山蚂蝗属（Desmodium）。

## 分佈
本種廣泛分佈於熱帶及亞熱帶，原生地包括北美洲南部、中美洲、南美洲、非洲中部、阿拉伯半島、南亞至華南、東南亞到新幾內亞、南太平洋群島。
本種也被引入到澳洲、安達曼群島、聖誕島、新喀里多尼亞、夏威夷、瑙魯、社會群島、查戈斯群島、科科斯群島、庫克群島、蘇里南等地。

## 形態
本種為一年生或多年生闊葉草本，匍匐生長，常在基部分枝、或者經常在莖節長新根，外觀和習性與三葉草屬相似。莖圓柱形具縱線或有棱，具中等到稠密白色長絨毛。
葉為（1-）3出複葉，托葉麥桿色、斜卵形、2-5毫米長、1-1.5毫米寬、長尖形、基部截平、外面具柔毛、宿存；葉柄具長柔毛且被鉤狀微柔毛，長4-9毫米；葉軸情況相似，長1-2.5毫米。頂生小葉倒卵形，頂端微凹，基部楔形到銳尖，表面基本上無毛、具網狀脈；背面通常被毛或僅在中脈和邊緣具柔毛，長4.5-12毫米、寬4–12毫米；側生小葉與頂生小葉相似或近橢圓形，稍小。
花序腋生，通常由3-4對花組成；苞片漸卵形，2–3.5毫米長，0.7-1.5毫米寬，各圍著2個花梗，宿存；次苞片退化或不存在；花梗纖細，通常具長柔毛，6.5-11毫米長。
花藍色、紫色、紅紫色或粉紅色。萼片2枚，唇狀，上部萼片雙裂，其裂片長度大致等於下部萼片齒狀裂片的長度，下部萼片5個齒狀裂片的中脈上都各有明顯的深色條紋，並且具白色長柔毛，萼片2.5-3.5毫米。
花冠大小與花萼相等或超過花萼；旗瓣近圓形具長爪，可達4.5毫米長、2–3毫米寬；翼瓣近長圓形具長爪，與旗瓣長度相同，寬1毫米；龍骨瓣鐮刀形具長爪，長度也和旗瓣相同，寬1–1.3毫米。
莢果為節莢，無柄，可多達5節，上縫線筆直或稍彎曲，下縫線在各節之間向內凹；莢節近方形，長、寬各為2.3–4毫米，下側彎曲，各節彼此分離但不裂開，或光滑，或被鉤狀微柔毛。
種子輪廓四邊形到近圓形，1.5-2毫米長，1.5-1.8毫米寬。
本種通常生長於草地，或成為耕地上的雜草，或在路邊和沙地成片長成或大或小的草墊；通常被人們作為草坪植物栽植。本種分佈海拔0至1800米。
- 花序近觀
- 花與三出複葉
- 露出雄蕊的花與三出複葉
- 右邊露出雄蕊的花與三出複葉
- 花蕾與葉背面近觀
- 葉面近觀
- 小葉邊緣與背面被柔毛
- 在地面成片生長
- 莖系與根系
- 根系近觀
- 莢果為節莢
- 種子與莢節標本
- 蝇翼草與人類指頭對比
- 折列藍灰蝶（Zizina otis）與蠅翼草：其幼蟲以蠅翼草為食

## 扩展阅读
- 維基物種上的相關：蝇翼草